# Hidden Meadows
Hidden Meadows es un lugar designado por el censo ubicado en el este de Escondido en el condado de San Diego en el estado estadounidense de California. En el año 2000 tenía una población de 3,463 habitantes y una densidad poblacional de 158.1 personas por km².

## Geografía
Hidden Meadows se encuentra ubicado en las coordenadas 33°13′46″N 117°7′29″O / 33.22944, -117.12472. Según la Oficina del Censo, la ciudad tiene un área total de 21,9 km² (8,5 mi²), de la cual 21,9 km² (8,5 mi²) es tierra y 0 km² (0 mi²) (0.0%) es agua.

## Demografía
Según la Oficina del Censo en 2000 los ingresos medios por hogar en la localidad eran de $57,545, y los ingresos medios por familia eran $72,878. Los hombres tenían unos ingresos medios de $50,341 frente a los $32,188 para las mujeres. La renta per cápita para la localidad era de $33,274. Alrededor del 1.5% de la población estaban por debajo del umbral de pobreza.